# Нарсинг, Лучано
Луча́но Рюди На́рсинг (нидерл. Luciano Rudy Narsingh; род. 13 сентября 1990, Амстердам) — нидерландский футболист, полузащитник клуба «Неа Саламина». Выступал за сборную Нидерландов.

## Карьера

### Клубная
До 2002 года занимался в академии футбольного клуба «Аякс». В 2006 году перебрался в «Херенвен», с которым в 2008 году подписал контракт на два года.
29 октября 2008 года дебютировал в чемпионате Нидерландов в игре против «Витесса», заменив Даниела Праньича. Всего в сезоне 2008/09 принял участие в двух играх чемпионата страны. Столько же раз Нарсинг вышел на поле в составе «Херенвена» и в сезоне 2009/10. В сезоне 2010/11 футболист стал появляться на поле намного чаще и в 24 играх отметился 5 голами и 9 результативными передачами. Сезон 2011/12 оказался для Нарсинга ещё более удачным: в 34 встречах он отправил в ворота соперников «Херенвена» 8 мячей, а также сделал 22 результативных паса, став, таким образом, лучшим ассистентом чемпионата.
16 июля 2012 года перешёл в ПСВ.
В январе 2017 года за 4 миллиона фунтов перешёл из ПСВ в валлийский «Суонси Сити», подписав контракт до 2019 года. Первый гол за новый клуб забил 30 декабря 2017 года в ворота клуба «Уотфорд».

### В сборной
Выступал за различные юношеские и молодёжную сборную Нидерландов.
26 мая 2012 года главный тренер сборной Нидерландов Берт ван Марвейк включил Нарсинга в заявку на Евро 2012, однако в матчах чемпионата он участия не принимал. Дебютировал в сборной 30 мая в товарищеском матче против сборной Словакии. Первый гол за национальную команду забил 15 августа 2012 года в ворота сборной Бельгии.

## Достижения
ПСВ
- Чемпион Нидерландов (2): 2014/15, 2015/16
- Обладатель Суперкубка Нидерландов (3): 2012, 2015, 2016

## Статистика

### Клубная
| Клуб             | Сезон            | Лига | Лига | Кубки | Кубки | Еврокубки | Еврокубки | Прочее | Прочее | Итого | Итого |
| Клуб             | Сезон            | Игры | Голы | Игры  | Голы  | Игры      | Голы      | Игры   | Голы   | Игры  | Голы  |
| ---------------- | ---------------- | ---- | ---- | ----- | ----- | --------- | --------- | ------ | ------ | ----- | ----- |
| Херенвен         | 2008/09          | 2    | 0    | 0     | 0     | 0         | 0         | 0      | 0      | 2     | 0     |
| Херенвен         | 2009/10          | 2    | 0    | 1     | 0     | 0         | 0         | 0      | 0      | 3     | 0     |
| Херенвен         | 2010/11          | 24   | 5    | 2     | 0     | 0         | 0         | 0      | 0      | 26    | 5     |
| Херенвен         | 2011/12          | 34   | 8    | 5     | 4     | 0         | 0         | 0      | 0      | 39    | 12    |
| Херенвен         | Итого            | 62   | 13   | 8     | 4     | 0         | 0         | 0      | 0      | 70    | 17    |
| Всего за карьеру | Всего за карьеру | 62   | 13   | 8     | 4     | 0         | 0         | 0      | 0      | 70    | 17    |

### В сборной
| Матчи и голы Нарсинга за сборную Нидерландов | Матчи и голы Нарсинга за сборную Нидерландов | Матчи и голы Нарсинга за сборную Нидерландов | Матчи и голы Нарсинга за сборную Нидерландов | Матчи и голы Нарсинга за сборную Нидерландов | Матчи и голы Нарсинга за сборную Нидерландов |
| -------------------------------------------- | -------------------------------------------- | -------------------------------------------- | -------------------------------------------- | -------------------------------------------- | -------------------------------------------- |
| №                                            | Дата                                         | Оппонент                                     | Счёт                                         | Голы                                         | Соревнование                                 |
| 1                                            | 30 мая 2012                                  | Словакия                                     | 2:0                                          | —                                            | Товарищеский матч                            |
| 2                                            | 2 июня 2012                                  | Северная Ирландия                            | 6:0                                          | —                                            | Товарищеский матч                            |
| 3                                            | 15 августа 2012                              | Бельгия                                      | 2:4                                          | 1                                            | Товарищеский матч                            |
| 4                                            | 7 сентября 2012                              | Турция                                       | 2:0                                          | 1                                            | Отборочные матчи ЧМ-2014                     |
| 5                                            | 11 сентября 2012                             | Венгрия                                      | 4:1                                          | —                                            | Отборочные матчи ЧМ-2014                     |
| 6                                            | 16 октября 2012                              | Румыния                                      | 4:1                                          | —                                            | Отборочные матчи ЧМ-2014                     |
| 7                                            | 19 ноября 2013                               | Колумбия                                     | 1:1                                          | —                                            | Товарищеский матч                            |

Итого: 7 матчей / 2 гола; 5 побед, 1 ничья, 1 поражение.